# Hammondia hammondi
L'Hammondia hammondi è una specie di parassiti alveolati eterocari obbligati dei gatti domestici (ospite finale). Le cisti intracellulari si sviluppano principalmente nei muscoli striati. Dopo l'ingestione delle cisti da parte dei gatti, un ciclo moltiplicativo precede lo sviluppo dei gametociti nell'epitelio dell'intestino tenue; ogni oocisti della specie misura in media 11×13 μm. La diffusione delle oocisti persiste per 10-28 giorni, seguita dall'immunità. Le cisti nei muscoli scheletrici misurano tra 100 e 340 μm di lunghezza e tra 40 e 95 μm di larghezza. Alcuni degli ospiti intermedi, come ad esempio cavie o criceti, sviluppano bassi livelli di anticorpi e una certa immunità incrociata contro il Toxoplasma.

## Storia
L'Hammondia hammondi è un parassita apicomplexa che ha come ospite definitivo il gatto. È stato scoperto nel 1975 e prende il nome dall'eminente protozoologo D. M. Hammond. Il parassita è di natura obbligatoriamente intracellulare e molto simile al Toxoplasma gondii, un altro parassita zoonotico dei gatti. Dopo che i bradizoiti, nelle cisti tissutali, vengono ingeriti dai gatti, proprio come il T. gondii, anche l'H. hammondi si moltiplica sia asessualmente che sessualmente nell'intestino dei gatti e in circa 1-3 giorni si possono trovare stadi del parassita in sezioni dell'intestino tenue del gatto. Successivamente, le oocisti vengono espulse con le feci.
In relazione al Toxoplasma gondii, molto simile, anche se l'H. hammondi ha un gruppo più ristretto di ospiti che può infettare. Questo gruppo è costituito da gatti, ratti, topi, altri piccoli roditori, capre e caprioli. I topi sono stati utilizzati per testare le differenze tra T. gondii e H. hammondi, dimostrando agli scienziati che le infezioni da H. hammondi nei topi possono essere causate solo dalle oocisti e non dai tachizoiti o dai bradizoiti. I diversi stadi, tachizoiti, bradizoiti e sporozoiti, sono praticamente indistinguibili dal T. gondii al microscopio ottico.
In precedenza la validità di H. hammondi come organismo separato era stata messa in discussione. Tuttavia, studi approfonditi hanno dimostrato in modo conclusivo che H. hammondi è strutturalmente, biologicamente, antigenicamente e geneticamente distinto da T. gondii. Sebbene appaiano simili al microscopio ottico, al microscopio elettronico si riscontrano due differenze consistenti tra i loro tachizoiti e sporozoiti. I roptri nei tachizoiti di H. hammondi sono elettrodensi, mentre quelli dei tachizoiti di T. gondii sono elettrotransparenti. Il corpo cristalloide presente negli sporozoiti di H. hammondi e in altri coccidi è assente nel T. gondii. A differenza del T. gondii, l'H. hammondi non si moltiplica “abbondantemente” nella coltura cellulare. Le cisti tissutali si formano entro pochi giorni dalla coltura e il parassita viene presto “superato” dalle cellule ospiti. Con il T. gondii, tutte le fasi possono instaurare l'infezione sia negli ospiti definitivi che in quelli intermedi, mentre solo le oocisti dell'H. hammondi sono infettive per i topi e i gatti, che contraggono l'infezione solo consumando tessuti contenenti le cisti bradizoite.
Studi successivi hanno chiaramente dimostrato le differenze molecolari tra H. hammondi e T. gondii utilizzando la PCR (reazione a catena della polimerasi). I primer possono diagnosticare in modo differenziale i parassiti anche in un campione di tessuto con infezione mista di entrambi i parassiti, cosa che prima non era possibile.
A titolo sperimentale, sono state somministrate oocisti a otto cani e cisti a quattro cani. Nel periodo compreso tra 16 e 101 giorni, tutti i cani sottoposti all'esperimento sono morti e non hanno espulso oocisti. Gli intestini dei cani sono stati somministrati a gatti che hanno poi espulso oocisti dopo 8-10 giorni. Gli scienziati hanno scoperto che non c'erano lesioni in nessuno dei dodici cani a cui era stato somministrato il parassita. I cani, insieme ad altri roditori, sono ospiti intermedi e i gatti sono gli ospiti finali. Ciò significa che i gatti non manifestano i sintomi della malattia.
Un gatto dell'Iowa è stato infettato, insieme a un gatto proveniente dalla Germania e tre dei 1.604 gatti delle Hawaii. Oltre un migliaio di gatti sono stati uccisi dalla Humane Society dell'Ohio e le loro feci sono state esaminate per verificare la presenza di problemi intestinali. È stato scoperto l'H. hammondi insieme ad altri parassiti. La malattia era molto diffusa. In Australia, nel 1978, un altro scienziato scoprì che i gatti allevati nel suo laboratorio erano stati nutriti con topi e ratti infetti. Il risultato fu che i gatti espellevano oocisti. In Giappone, gli scienziati scoprirono che nutrire i gatti con muscoli di capre infette portava a infezioni evidenti. Il gatto proveniente dalla Germania era stato nutrito con muscoli di capriolo ed espelleva oocisti, dimostrando che esistono molti ospiti intermedi e che i gatti sono l'ospite finale.